# 即日启程

電影海報

《即日启程》（英語：Set Off），是一部2008年上映的中国喜剧爱情电影，由北京电影制片厂出品，中国电影集团公司发行，由导演刘江执导，主演范伟、居文沛、刘桦等人。编剧查暮春。该片2009年4月获得第16届北京大学生电影节“最佳处女作奖”。

### 剧情梗概
《即日启程》编剧查暮春，是个80后青年编剧。剧情是一个华侨厨师回国办理离婚，准备返回塞浦路斯时，意外卷入一场暴力讨债追杀案。女主角是一个被追杀逃债的女孩。

### 策划
2007年，中影集团董事长韩三平制定了一个“中影集团青年导演计划”，首部作品就是《即日启程》。韩三平选定青年导演刘江执导。这是刘江的第5个作品，也是第一个电影作品。在此之前他已经执导过4部电视剧《铁血青春》、《岁月》、《局中局》、《雪狼》。刘江是一个独立导演，此时他没有在中影集团的编制中。

### 主要演员
男主角华侨厨师，刘江请范伟出演。女主角逃债的女孩，特邀央视女主持人居文沛出演。居文沛毕业于上海音乐学院作曲指挥系，顺便把影片音乐的工作也包了。参演的还有任正彬，刘桦、张晞临、刚毅、王千源等。这几位演员后来出演了刘江的多部作品，成了刘江的铁杆合作伙伴。

### 摄制与奖项
《即日启程》于2007年12月开机，2008年2月封镜。9月30日在全国公演，观众反应热烈。中影集团投资300万，收入过千万。2009年4月《即日启程》获得第16届北京大学生电影节“最佳处女作奖”。这是刘江作品获得的第一个重要奖项。